# Shamshir
Der Shamshir (persisch شمشیر, englisch Lion’s Paw ‚Tatze des Löwen‘), auch Shamsheer, Chimchir, ist ein Säbel aus Persien.

## Beschreibung
Der Shamshir hat eine gebogene, einschneidige Klinge. Die Klinge wird vom Heft zum Ort schmaler. Der Ort ist spitz gearbeitet. Das Heft hat ein kreuzförmiges Parier. Das Heft ist entweder mit Griffschalen aus verschiedenen Materialien belegt, oder besteht aus einem Stück. Der Knauf ist in der Regel abgebogen und kugelförmig gearbeitet. Die Scheiden bestehen meist aus Holz, das mit Metallblech oder Stoffen überzogen ist. Die Klingenkrümmung ist variabel. Es gibt leicht bis stark gebogene Klingen, die fast eine halbmondförmige Krümmung haben. Es gibt Versionen mit glatter oder geflammter Klinge oder auch mit einem geteilten Ort, die dem Schwert Mohammeds nachempfunden wurden. Der Shamshir wurde in verschiedenen Regionen hergestellt. Unter anderem in: Iran, Indien, dem Balkan, Russland, Afghanistan, Türkei. Das Klingenmaterial reichte von einfachem Stahl bis zum feinsten Wootz-Stahl, den es zur damaligen Zeit gab. Es gibt viele Variationen, die sich in Länge, Form, Ausstattung, Klingenkrümmung und Dekoration unterscheiden (siehe Weblinks). Der Shamshir ist eine reine Hiebwaffe mit schneidender Wirkung. Bedingt durch die starke Klingenkrümmung ist der Gebrauch des Orts zum Stich fast unmöglich.